# 磯節
「磯節」（いそぶし）は茨城県・三浜地方（ひたちなか市の磯崎・平磯・那珂湊にかけての海岸地域。大洗を含む）に伝わる民謡。日本三大民謡の一つともいわれる。

## 解説
発祥の頃は定かではないが、元となった唄は安政年間（1855年-1860年）の頃には漁師たちによって歌われていたと伝えられる。櫓を漕ぐ際の労働歌として歌われたものが原唄であり、江戸に入る際にどこから着た船が分かるよう水戸の漁師が船べりを叩いて歌ったとも伝わる。この漁師たちによって歌い継がれた舟唄は、明治時代初期に渡辺竹楽坊によって歌詞や囃子言葉が補われたほか、那珂湊の芸妓屋・藪木万吉の娘・金太による三味線での伴奏（および編曲）により洗練されたものとなった。渡辺が磯節を座敷歌として芸妓に教えたことなどにより、明治中期以降には遊郭を通じて全国へと広まっていった。磯節は各地の遊郭で歌われるようになり、1902年（明治35年）の『東京風俗史』では東京で「山で赤いのが躑躅に椿、咲いてからまる藤の花」の詞で歌われたと伝えている。磯節が変化したものに磯節に賑やかな囃子をつけ早い調子で唄う「新磯節」がある。磯節・新磯節ともに広く唄われたが、明治中頃、東京で流行したときにはこの新磯節が多く唄われた。
大正の頃にはこの歌を好んでいた常陸山谷右エ門が巡業先に関根安中を連れていき、水戸をはじめに各地で歌わせたためにこの歌は全国的に知られるようになった。水戸では磯節に踊りの振りが作られた。関根安中が歌う磯節は有名となり、1922年（大正11年）にはレコード『安中磯ぶし』として発売されている。
大洗海岸近辺には「磯節発祥の地」の碑が据えられている。この碑は1964年（昭和39年）に建てられた。磯節の原唄からの詞「磯で名所は大洗さまよ、松が見えますほのぼのと」と西條八十の書で刻まれている。大洗さまは「大洗磯前神社」を指す。大洗では古くは漁の目印とするために松が大切にされていた。しかしながら明治から昭和にかけ、その多くが枯れている。この「磯で名所は大洗さまよ、松が見えますほのぼのと」については三浜地域の南端である大洗で変化したもので、かつては「磯で曲り松、湊で女松、中の祝町男まつ」であった。この湊は、現在のひたちなか市・那珂湊地域を指す。
2018年7月24日には、大洗町によって「磯節」は最初の大洗遺産として定められた。

## 歌詞
上記の他「三十五反の 帆を巻き上げて 行くは仙台石の巻」をはじめに「磯で曲り松」や「水戸を離れて」「山で赤いのは」からはじまる詞が歌われる。詞形は甚句と同じく七七七五で構成されており、末の七五の反復により七七七五七五としている。
囃子の「テヤ」は漁師がカツオ漁であげる掛け声「トーイヤ（遠いや）」が変化したものである。「イササカリンリン」はカツオを運ぶ馬が磯坂（ひたちなか市・磯浜地域の坂）を通る際の鈴の音を表す。「好かれちゃドンドン」は若い漁師たちが気に入った遊郭で騒ぐ様子から「サイショネー」は遊女からの「最初にきてください」との再会を願う言葉である。